# Cattedrale di San Canizio
La cattedrale di San Canizio (St Canice's Cathedral in inglese) è la cattedrale anglicana della città di Kilkenny in Irlanda. Dista cento metri dal fiume Nore e si raggiunge tramite una scalinata, i St Canice's Steps, che risalgono al 1614. Attorno alla cattedrale sorgono il cimitero, una torre rotonda (tipica costruzione difensiva dei monasteri medioevali irlandesi) ed il palazzo vescovile del XVII secolo.

## Storia
L'attuale cattedrale fu costruita tra il 1202 e il 1285 ma sorge su una preesistente costruzione, infatti tale luogo era probabilmente importante anche in era precristiana. Con l'avvento del cristianesimo nell'area fu edificato un primo luogo di culto, un monastero fondato da san Canizio, patrono di Kilkenny. La chiesa moderna fu costruita nel primo stile gotico inglese, ma fu più volte distrutta e ricostruita. Nel 1332 la torre campanaria crollò, danneggiando la chiesa il cui tetto era stato rifatto dal figlio di Alice Kyteler; nel 1650 le truppe di Oliver Cromwell, comandante inglese che devastò l'Irlanda, sfregiarono e danneggiarono la chiesa, usandola come stalla.

## Descrizione
La cattedrale è famosa per le molte antiche lapidi e per un'antica iscrizione in normanno in memoria di Keteller. Importante anche la sedia in pietra di san Kieran, incorporata ora nel muro, risalente al XII secolo. Nel transetto meridionale della cattedrale è presente una lapide nera, con le effigi di Piers Butler e della moglie Margaret Fitzgerald.
La torre campanaria, alta 30 m, sorge accanto alla cattedrale ed è la struttura più antica di tutto il complesso, costruita tra il 700 e il 1000 sul sito di un cimitero cristiano ancora più antico.

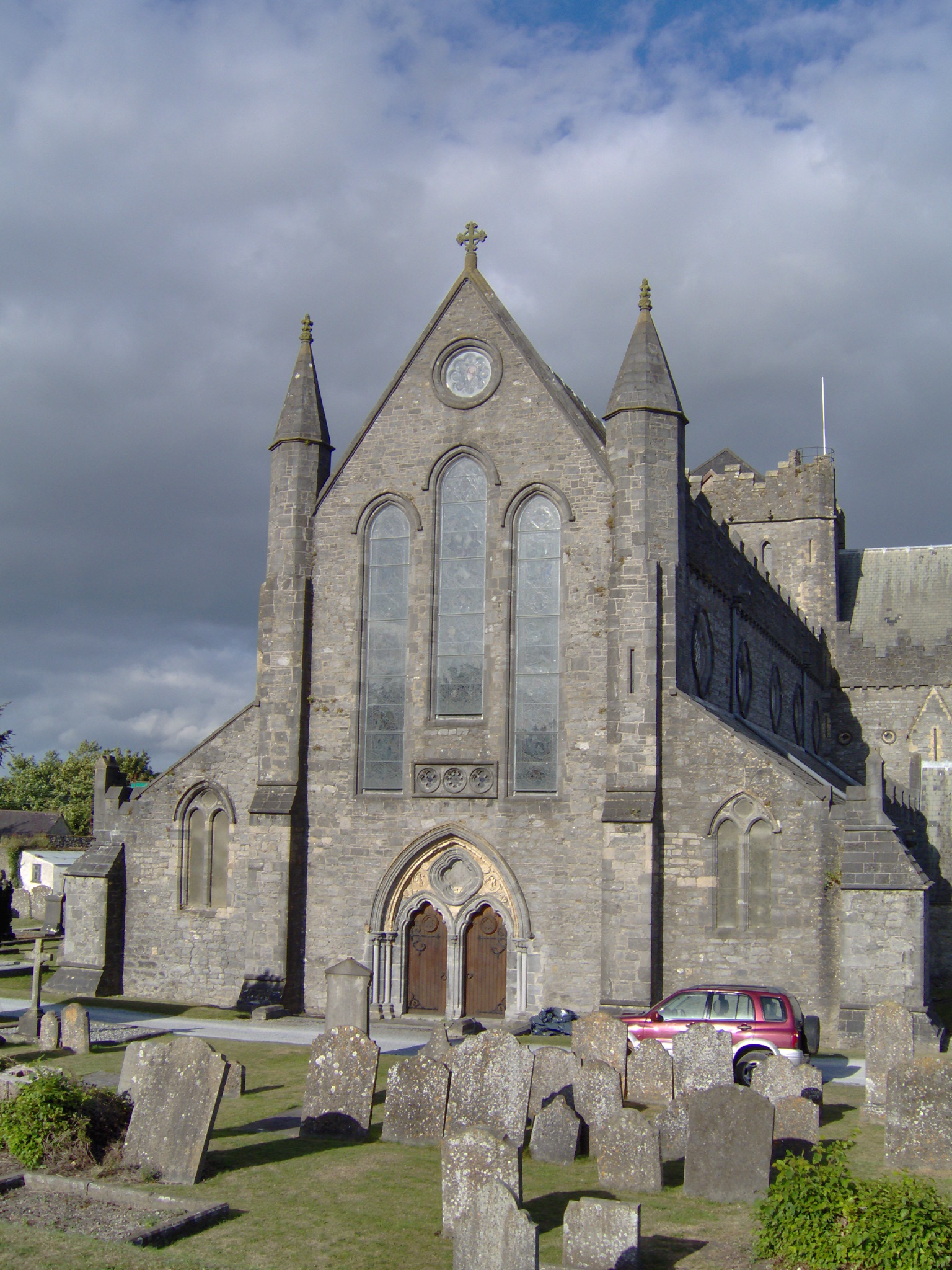
Facciata
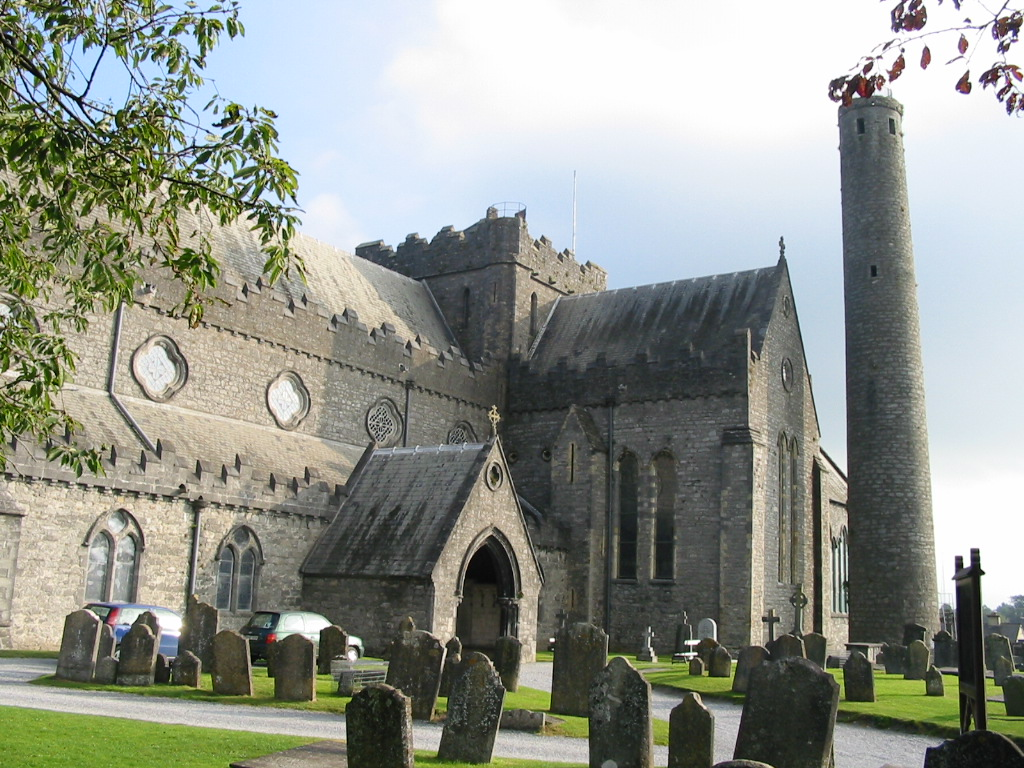
L'antica torre campanaria
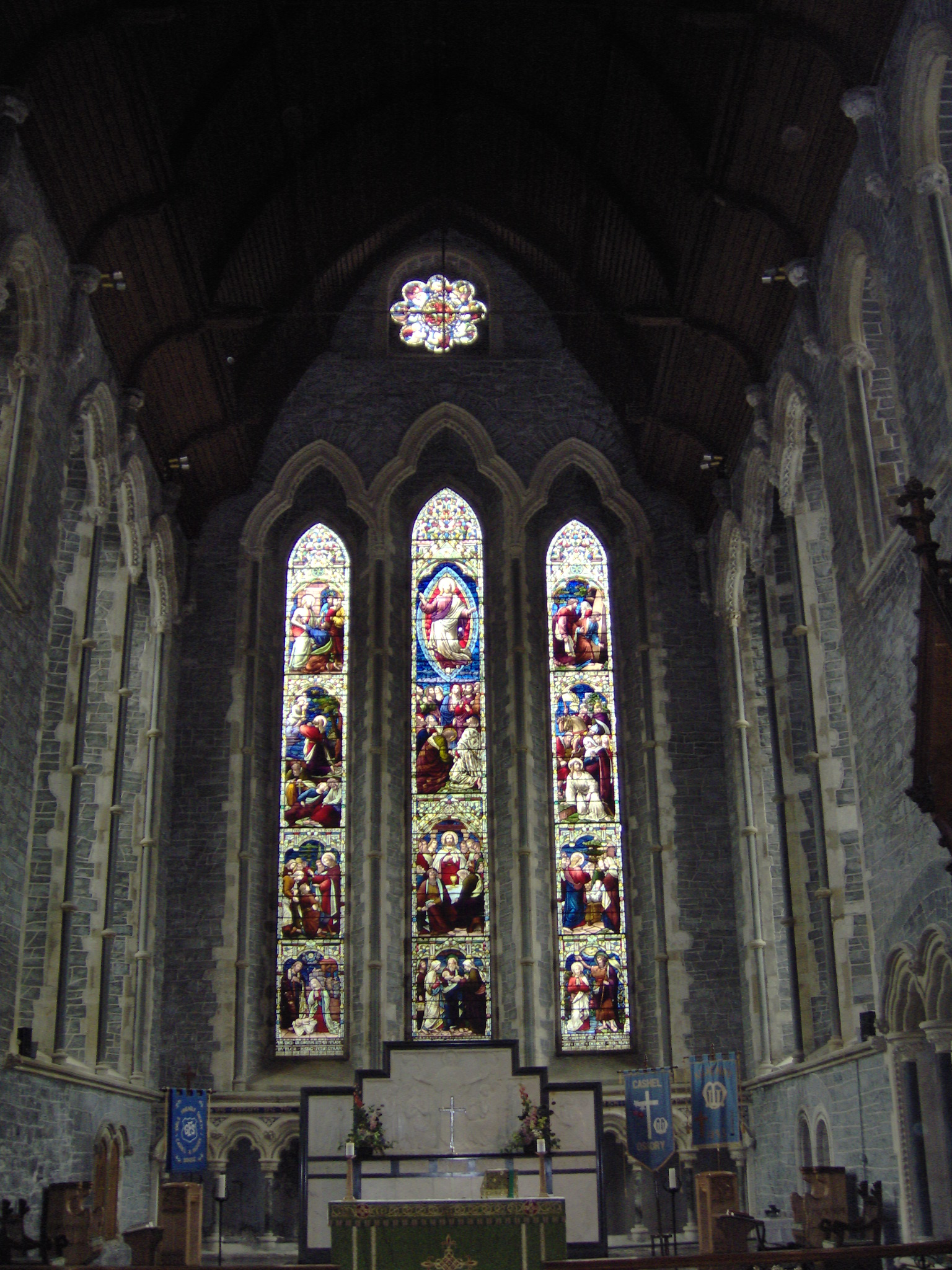
Interno
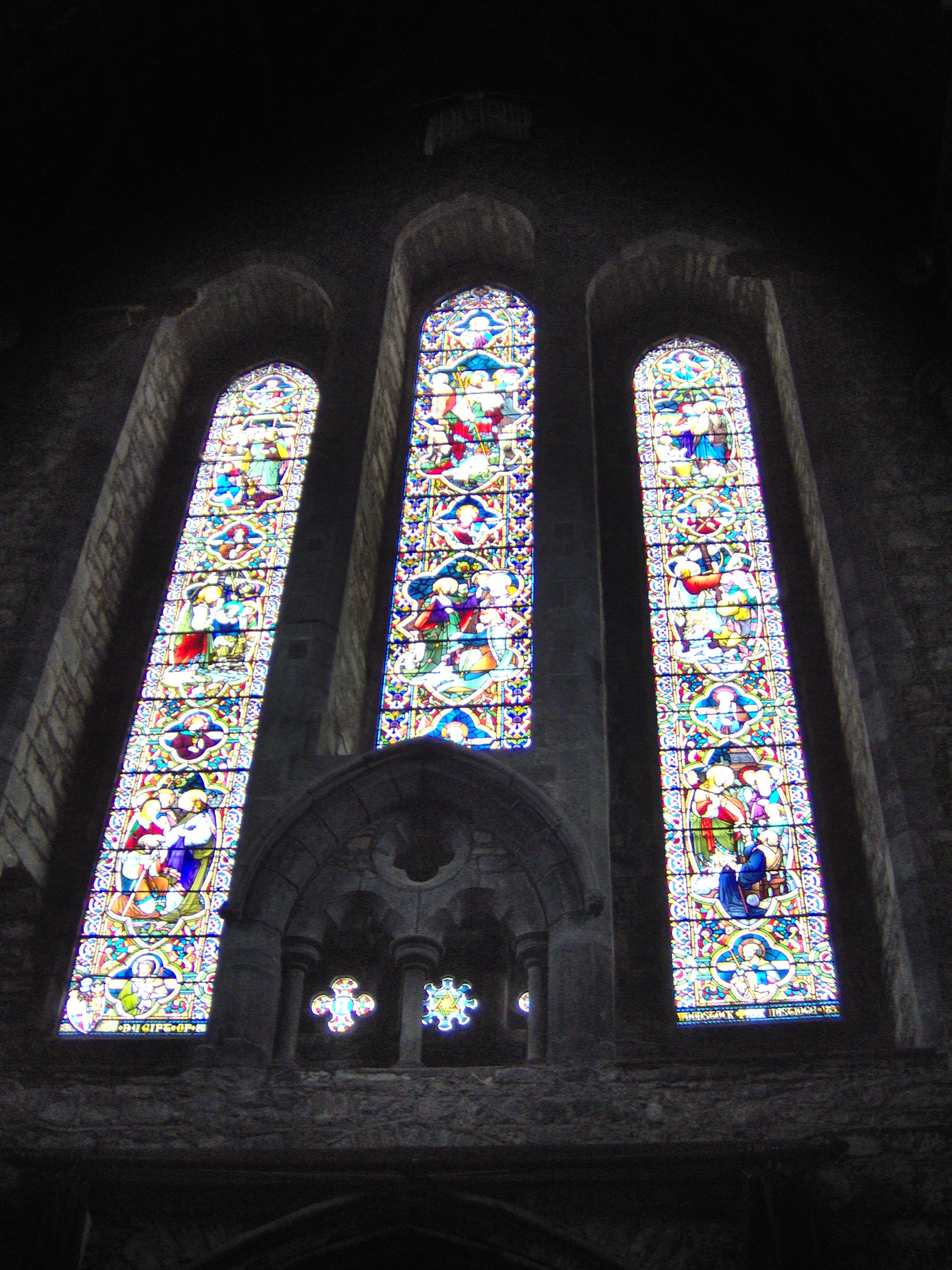
Dettaglio delle vetrate